# Troubles en double
 (mai 2018).
 (mai 2018).
Pour plus de détails, voir Fiche technique et Distribution.
Troubles en double (Putty Tat Trouble) est un dessin animé de la série Looney Tunes réalisé par Friz Freleng et sorti en 1951.